# Walter Charleton
Walter Charleton, nacido en 1619 y muerto en 1707, fue un médico y naturalista británico. Walter Charleton fue el médico de Carlos I de Inglaterra.
Charleton fue célebre por ser el autor de un tratado inspirado en los trabajos de Pierre Gassendi, Physiologia Epicuro-Gassendo-Charltoniana or a Fabrick of Science Natural upon the Hypothesis of Atoms (1659).
Charleton obtuvo a los 22 años el título de doctor en medicina en Oxford.

## Onomasticon Zoicon
Charleton publicó en 1668 Onomasticon Zoicon, plerorumque Animalium Differentias et Nomina Propria pluribus Linguis exponens. Cui accedunt Mantissa Anatomica et quaedam de Variis Fossilium Generibus, obra importante consagrada a la historia natural. Esta se divide en tres partes. La primera intenta clasificar todos los animales conocidos y ofrece ilustraciones, especialmente de aves más o menos exactas. La segunda parte de dedica a la anatomía, especialmente de los peces. Y la tercera trata de mineralogía y fósiles.

## Ornitología
Charleton estudió las aves en la reserva de animales salvajes de St James Park cerca del Palacio de Buckingham así como las aves de las colecciones del museo de la Royal Society. Se basó en trabajos anteriores, especialmente los de Conrad Gessner, Ulisse Aldrovandi, William Turner, John Jonston y William Turner. Siguió los principios trazados por estos y dividió las aves en dos grandes categorías: las aves acuáticas y terrestres. Estas a su vez se dividían en grupos a menudo bastante homogéneos.
Sin embargo, su obra ornitológica es poco conocida, sin duda a causa de la aparición poco tiempo antes de la de Francis Willughby, Ornithologia libri tres.

## Otros trabajos
Charleton se interesó igualmente por la historia y publicó Chorea Gigantum en 1663 en el que intentó probar que Stonehenge fue construido por los daneses.
También escribió un libro de "caracteres", titulado A Brief Discourse concerning the Different Wits of Men (1675).
- Datos: Q3084997
- Multimedia: Walter Charleton / Q3084997